# RZA
Robert Diggs, mais conhecido como RZA, (Brownsville, Brooklyn, Nova York, 5 de Julho de 1969) é um rapper, ator de cinema norte americano é integrante e líder do grupo Wu-Tang Clan.
Ele produziu maior parte dos álbuns do Wu-Tang. Mais tarde RZA ganhou
mais atenção por fazer elenco de filmes.
RZA actualmente está a trabalhar no seu novo álbum Bobby Digital, e
no antecipado Raekwon "mafioso rap" Only Built 4 Cuban Linx II.
Ele também confirmou que co-produziu uma faixa do altamente antecipado
álbum Detox, de Dr. Dre .

## História

### Biografia
RZA começou a carreira no hip hop nos fins dos anos 80 e nos inícios dos anos 90 como membro do trio Force of the Imperial Master, mais tarde o grupo foi designado de All in Together Now Crew que era constituído pelos futuros membros do Wu-Tang Clan, com GZA e
Ol' Dirty Bastard.

### Enter the Wu-Tang (36 Chambers)-Entrada no Wu-Tang (36 Chambers)-1992-1993
Com RZA e ODB, juntos com seu primo GZA the genius vieram mais 6 novos
membros:  Inspectah Deck, Raekwon, Method Man, Masta
Killa, Ghostface Killah e U-God (Golden Arms).
Depois da realização do single "Protect Ya Neck", que foi guiado por
RZA, que fez grande popularidade, o grupo lançou o álbum Enter the
Wu-Tang (36 Chambers) e foi disco de platina. O álbum Enter the Wu-Tang
(36 Chambers) revolucionou o hip-hop na Costa Leste dos EUA, graças
ao estilo e à produção de RZA.
Vale lembrar que RZA, GZA e Ol' Dirty Bastard são primos.

## Discografia

### Álbuns
- 1998 - In Stereo
- 2001 - Digital Bullet
- 2003 - Birth Of A Prince
- 2008 - Digi Snacks

### Compilações
- 1999 - The Rza Hits
- 2003 - The World According To
Rza

### Produção Executiva
- 1999 - Wu Syndicate
- 2004 - Bobby Digital Presents Northstar
- 2007 - Let Freedom Reign By
Free Murda

## Singles E Eps
- 1991 - "Ooh I Love You Rakeem" (EP)
- 1999 - "NYC Everything" (featuring Method Man)
- 1999 - "Holocaust (Silkworm)" (featuring Ghostface Killah)
- 2001 - "La Rhumba"
- 2001 - "Brooklyn Babies"
- 2003 - "We Pop"
- 2003 - "Ich kenne nichts" (featuring Xavier Naidoo)
- 2004 - "Grits"

## Trilhas Sonoras
- 1999 - Ghost Dog
- 2004 - Kill Bill
- 2004 - Soul Plane
- 2004 - Blade: Trinity
- 2005 - Unleashed
- 2005 - The Protector
- 2006 - Blood of a Champion
- 2007 - Afro Samurai
- 2007 - Freedom Writers

## Filmografia
- 2005 - Derailed
- 2006 - American Gangster
- 2008 - Gospel Hill
- 2009 - Life Is Hot in Cracktown
- 2009 - Funny People
- 2010 - 72 Horas
- 2010 - Due Date
- 2010 - Repo Men

- 2012 - The Man with the Iron Fists
- 2012 - Django Unchained
- 2013 - G.I. Joe: Retaliation
- 2014 - Brick Mansions
- 2014 - The Man with the Iron Fists 2
- 2020 - Life in a Year